# Monte Hobbs
Il Monte Hobbs (in lingua inglese: Mount Hobbs) è una montagna antartica, alta 1.135 m, situata nelle sommità più elevate delle Williams Hills, nel Neptune Range, che fa parte dei Monti Pensacola in Antartide. 
Il monte è stato mappato dall'United States Geological Survey (USGS) sulla base di rilevazioni e foto aeree scattate dalla U.S. Navy nel periodo 1956-66.
La denominazione è stata assegnata dall'Advisory Committee on Antarctic Names (US-ACAN) in onore di James W. Hobbs, alfiere della U.S. Navy, che aveva fatto parte del gruppo che aveva soggiornato alla Stazione Ellsworth durante l'inverno del 1958.